# Hornagame
Die Hornagame (Ceratophora stoddartii), auch Stachelnasen-Agame genannt, zählt innerhalb der Familie der Agamen (Agamidae) zur Gattung der Hornagamen (Ceratophora). Die Erstbeschreibung erfolgte 1834 durch den britischen Zoologen John Edward Gray.

## Merkmale
Die Hornagame erreicht eine Kopf-Rumpf-Länge von etwa 8 cm und eine Gesamtlänge von bis zu 23 cm. Der Körper ist schlank gebaut. Der oberseits und seitlich grünbraune bis schwarze Kopf ist relativ kurz und zur Schnauze hin fällt er konkav ab. Die Oberlippenschilder sowie Kehle und Hals sind weiß gefärbt. Das Auge ist zumindest teilweise hellbraun oder gelblich umrandet. Charakteristisch ist das weiße, schmale und runde Horn auf der Schnauzenspitze; es ist aus Weichteilgewebe gebildet und war namensgebend für die Gruppe der Hornagamen. Weibchen haben ein kürzeres Horn, bei 42 % der Weibchen fehlt es ganz, gelegentlich auch bei Männchen. Die Hornagame besitzt eine aufstellbare Hautfalte im Nacken. Die meist dorsalen Rückenschuppen sind unregelmäßig angeordnet und überlappen sich ziegelartig, die Schuppen der Flanken sind größer, gelegentlich weiß umrandet. Die Grundfarbe von Rumpf und Schwanz ist olivgrün, Weibchen sind im Allgemeinen grauer. Der Rücken ist gezeichnet durch 5 bis 6 dunkle Querflecke und schmale, schwarze Längsstreifen, die jeweils nur aus einer Schuppenreihe gebildet sind. Der lange Schwanz wird von dunklen Querbinden gezeichnet, die zur Schwanzspitze hin breiter werden.

## Lebensweise
Die Hornagame ist baumbewohnend, sie lebt vor allem an Baumstämmen. Sie zeigt kein ausgeprägtes Fluchtverhalten und verlässt sich auf ihre Tarnung. Allgemein ist die Art recht träge und vergleichsweise langsam. Sie ernährt sich von allerlei kleinen Gliederfüßern, etwa Heimchen und kleine Grillen. Die Paarung läuft friedlich ab, das Weibchen wird nicht durch einen Nackenbiss vom Männchen festgehalten. Die Hornagame pflanzt sich durch Oviparie (eierlegend) fort. Das Gelege umfasst in der Regel 4 Eier, die im Waldboden vergraben werden. Hornagamen bilden Reviere, die verteidigt werden. Zum Imponieren wird die Nackenfalte aufgestellt.

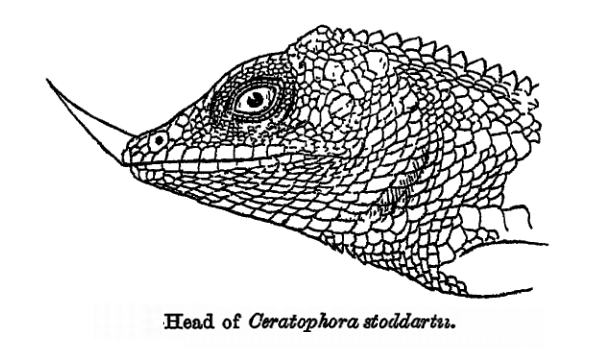
Hornagame: Zeichnung

## Verbreitung
Das Verbreitungsgebiet der Hornagame liegt im Bergland von Sri Lanka, wo sie endemisch ist. Sie kommt in Höhen zwischen 1500 und 2100 Meter vor. Der Lebensraum sind lichte Waldgebiete, auch in Gärten ist die Echse anzutreffen. Die Hornagame ist selten und zählt zu den gefährdeten Arten.